# ويثنغتون
ويثنغتون (بالإنجليزية: Withington)‏ هي إحدى الضواحي الجنوبية لمانشستر.